# Беньковський Андрій Анатолійович
Андрій Анатолійович Беньковський — капітан Збройних сил України, учасник російсько-української війни, що відзначився під час російського вторгнення в Україну в 2022 році. Брав участь в АТО на сході України.

## Нагороди
- орден Богдана Хмельницького III ступеня (2022) — за особисту мужність і самовіддані дії, виявлені у захисті державного суверенітету та територіальної цілісності України, вірність військовій присязі[2].